# کریستوفر گنگ
کریستوفر گنگ (انگلیسی: Christopher Gäng؛ زادهٔ ۱۰ مهٔ ۱۹۸۸) بازیکن فوتبال اهل آلمان است.
از باشگاه‌هایی که در آن بازی کرده‌است می‌توان به باشگاه فوتبال لایپزیگ و باشگاه فوتبال لوکوموتیو لایپزیگ اشاره کرد.